# Jimmy Greaves
James Peter Greaves (Londres, 20 de fevereiro de 1940 — Danbury, 19 de setembro de 2021) foi um futebolista inglês.
Greaves é considerado um dos maiores artilheiros de sua geração. Foi artilheiro nacional em seis oportunidades, sendo ainda o responsável pelo maior número de gols em uma edição do campeonato inglês: quarenta e um, além de ser o maior artilheiro da história do futebol inglês. Também é o terceiro maior artilheiro da Seleção Inglesa, ficando atrás apenas de Rooney, Bobby Charlton e Gary Lineker, mas tendo disputado menos partidas que os três primeiros. Greaves também foi incluído no Hall da Fama do Futebol Inglês, no ano de inauguração.

## Carreira

### Chelsea
Greaves iniciou sua carreira no Chelsea, quando tinha apenas dezessete anos. Durante suas quatro temporadas em Stamford Bridge, Greaves foi artilheiro do campeonato nacional duas vezes: a primeira aconteceu em sua segunda temporada como profissional, quando marcou trinta e duas vezes. A segunda vez aconteceu em sua quarta e última no clube, quando marcou impressionantes quarenta e um gols, sendo o recorde em uma edição do campeonato até hoje. Antes de sua segunda artilharia, Greaves se tornou o mais jovem futebolista a marcar cem gols no campeonato inglês, quando tinha vinte anos e 290 dias.
Com suas atuações impressionantes, o Chelsea passou a receber diversas propostas pelo atacante, incluindo uma proposta do italiano Milan que posteriormente, foi aceita, após recusar uma grande proposta do Newcastle United. Ao todo, Greaves disputou 169 partidas, marcando incríveis 132 gols, mas não conseguiu conquistar nenhum título de expressão. Porém, sua passagem nos rossoneros foi de apenas cinco meses, mas tendo Greaves marcado nove vezes em dez partidas, e participando da campanha que terminaria no oitavo título nacional do clube.

### Tottenham Hotspur
Tendo a intenção de retornar ao futebol inglês, recebeu uma curiosa proposta do treinador do Tottenham Hotspur, Bill Nicholson, que pagou 99,999 mil libras pelo passe de Greaves, a fim de evitar a pressão de torná-lo o primeiro jogador a custar cem mil libras. Durante suas nove temporadas no clube, Graves foi artilheiro da equipe durante todos esses anos, tendo marcado ao todo 266 vezes em 379 partidas, sendo 220 gols pelo campeonato nacional, o transformando no maior artilheiro da história do futebol inglês, além de ter terminado mais quatro vezes como artilheiro do campeonato (fora duas vezes em sua passagem pelo Chelsea) e uma como a artilheiro da Copa dos Campeões.
Nos Spurs, conquistou cinco títulos: duas vezes a prestigiada Copa da Inglaterra, além das Supercopas, e, o mais importante, a Recopa Europeia, tornando o Tottenham a primeira equipe britânica a conquistar um título internacional. Na final contra o Atlético de Madrid, marcou dois tentos na vitória por 5–1. Também chegou a receber a Bola de bronze da France Football, ficando atrás de Lev Yashin e seu ex-companheiro de Milan, Gianni Rivera. Já na casa dos trinta anos, Greaves acabou sendo vendido ao West Ham United, sendo envolvido no negócio seu ex-companheiro de seleção, Martin Peters. Em sua estreia, marcou - como em suas estreias nas outras equipes - duas vezes contra o Manchester City. Não conseguindo mais ser o Graves dos tempos passados, acabou se aposentando aos trinta e um anos, após apenas uma temporada nos Hammers.

## Seleção Inglesa
Sua convocação para o English Team era questão de tempo com suas atuações no Chelsea, e ela aconteceu em 17 de maio de 1959, para uma partida contra o Peru. Greaves marcou o gol de honra na derrota por 4 a 1. Tendo marcado dezenove gols antes da pré-convocação para a Copa do Mundo de 1962, acabou sendo incluído na lista final. Tendo marcado apenas um tento no torneio, Greaves é mais lembrado nessa edição por conta da partida contra o Brasil: o árbitro da partida parou duas vezes a partida e saiu correndo atrás de dois cachorros em invadiram o campo. Após vários jogadores tentarem pegá-los, tendo um dos cachorros driblado Garrincha, Greaves ficou de quatro e foi se aproximando de animal que o olhava espantado. Quando conseguiu pegá-lo, o cachorro assustado acabou urinando em Greaves e, Garrincha achando engraçado a situação, acabou adotando o animal.
Foi convocado novamente para uma Copa do Mundo, dessa vez na edição de 1966, disputada em território inglês. Greaves iniciou como titular da equipe de Alf Ramsey, disputando as duas primeiras partidas, contra Uruguai e México. Entretanto, acabou sofrendo um lesão na perna na última partida na fase de grupos, contra a França. Acabou ficando de fora na partida contra a Argentina nas quartas de final para se recuperar da lesão. Foi substituído por Geoff Hurst, que foi o responsável pelo tento da classificação para a fase seguinte. Apesar de recuperado, Greaves acabou não retornando ao time titular e, Geoff mantido. Hurst ainda acabaria marcando três tentos na final contra a Alemanha Ocidental, e posteriormente, passou a ser considerado titular do único título mundial inglês.
Greaves, apesar de não admitir, ficou profundamente chateado após perder sua titularidade, mesmo Hurst sendo o responsável pela conquista. Outro motivo por ter ficado chateado por perder sua vaga de titular, foi que apenas os onze titulares receberam medalhas de campeões. Acabou recebendo a medalha de Gordon Brown em uma cerimônia na 10 Downing Street, apenas em 10 de junho de 2009, após a FA tentar durante anos convencer a FIFA que todos faziam parte do título. Logo após o torneio, Graves saiu de férias com sua esposa enquanto os demais jogadores participavam de um banquete oficial. Disputou apenas mais três partidas com a camisa do English Team após o acontecido e marcando um tento, sendo sua última partida em maio de 1967 contra a Áustria. Mesmo assim, foi convocado para disputar a Eurocopa 1968, como reserva de Hurst. Ao todo, disputou cinquenta e sete partidas, anotando quarenta e quatro gols, conquistando além da Copa do Mundo de 1966, quatro Campeonatos Britânico de Nações.

## Morte
Greaves morreu em 19 de setembro de 2021, aos 81 anos de idade.

## Títulos
Milan
- Serie A: 1961–62

Tottenham Hotspur
- Taça dos Clubes Vencedores de Taças: 1962–63
- Copa da Inglaterra: 1961–62, 1966–67
- Supercopa da Inglaterra: 1962, 1967

Seleção Inglesa
- Copa do Mundo FIFA: 1966

### Artilharias
- Football League First Division de 1958–59 (33 gols)
- Football League First Division de 1960–61 (41 gols)
- British Home Championship de 1960–61 (7 gols)
- Football League First Division de 1962–63 (37 gols)
- Taça dos Clubes Vencedores de Taças de 1962–63 (6 gols)
- Football League First Division de 1963–64 (35 gols)
- Football League First Division de 1964–65 (29 gols)
- British Home Championship de 1964–65 (4 gols)
- Football League First Division de 1968–69 (27 gols)

### Recordes
- Maior artilheiro da história do Campeonato Inglês (357 gols em 516 jogos)
- Maior artilheiro da história do Tottenham (266 gols em 381 jogos)